# Movimento Reichsbürger
Reichsbürgerbewegung (pronúncia em alemão: [ˈʁaɪ̯çsbʏʁɡɐbəˌveːɡʊŋ] (escutarⓘ); 'Movimento dos Cidadãos do Reich') ou Reichsbürger (pronúncia em alemão: [ˈʁaɪ̯çsbʏʁɡɐbəˌveːɡʊŋ] (escutarⓘ); 'Cidadão(s) do Reich') são vários grupos e indivíduos revisionistas anticonstitucionais na Alemanha e em outros lugares que rejeitam a legitimidade do moderno Estado alemão, a República Federal da Alemanha, em favor do Reich Alemão.

O Império Alemão (um período do Reich Alemão) dentro de suas fronteiras de 1871 a 1918

O movimento Reichsbürger é caracterizado pela rejeição à moderna República Federal da Alemanha; negação da sua legalidade e legitimidade; e negação da autoridade dos governos federal, estadual e local na Alemanha. Os Reichsbürger acreditam que a fronteira política de 1871 ou 1932 ainda existe e que a moderna República Federal da Alemanha é "um construto administrativo ainda ocupado pelas potências aliadas".
Os Reichsbürger estiveram envolvidos em violência e atividades criminosas, e são monitorados pelo Gabinete Federal para a Proteção da Constituição como organizações extremistas.:20–21 Esse órgão estimou que cerca de 21 000 pessoas pertenciam ao movimento na Alemanha em julho de 2021. Em dezembro de 2022, a polícia federal alemã prendeu 25 pessoas acusadas de planejar um golpe contra o governo alemão, algumas das quais estavam estreitamente associadas ao movimento.

## História
O Kommissarische Reichsregierung original (Governo Provisório/Comissário do Reich, KRR) foi fundado em 1985 por Wolfgang Gerhard Günter Ebel. O movimento defende teorias da conspiração, antissemitismo e racismo. O movimento foi descrito como tendo um caráter neonazista, embora o jornal britânico The Economist tenha relatado em 2016 que os adeptos do Reichsbürger “são ridicularizados até pelos neonazistas”. Muitos apoiadores do movimento Reichsbürger também são monarquistas que apoiam a restauração do Império Alemão ou do Sacro Império Romano.
O Ministério Federal do Interior da Alemanha conclui que apenas uma pequena parte do movimento faz parte do meio neonazista organizado (cerca de 5%). No entanto, como o movimento rejeita a existência da República Federal, é muito provável que os membros do movimento violem a ordem jurídica da República Federal.
Durante a pandemia da COVID-19, o chamado movimento Querdenker [en] foi formado na Alemanha. O único consenso do movimento era a rejeição às medidas governamentais contra a pandemia. Muitos cidadãos do Reich também faziam parte do movimento Querdenker. Os Reichsbürger e outros extremistas de direita se fortaleceram dentro desse movimento. Em 2021, o Gabinete Estadual para a Proteção da Constituição (Landesbehörde für Verfassungsschutz) na Baixa Saxônia publicou um estudo e chegou à conclusão: “A mistura de negacionistas da COVID-19, cidadãos do Reich e extremistas de direita leva a uma perigosa radicalização dos negacionistas da COVID-19 e do movimento Querdenken.”
Em dezembro de 2022, a Alemanha prendeu 25 pessoas acusadas de planejar um golpe contra o governo alemão. Entre as prisões estava Heinrich XIII Príncipe Reuss, que, caso o golpe tivesse sucesso, se tornaria chefe de Estado.

## Definição e teorias
Um manual do estado de Brandemburgo classifica o movimento Reichsbürger como "extremista" de acordo com o quadro do Gabinete Federal para a Proteção da Constituição (Verfassungsschutz). Nesse contexto, "extremista" refere-se a atitudes e ideologias que se opõem às bases de uma democracia moderna e de uma sociedade aberta, como o direito do povo de eleger democraticamente seu governo. O Verfassungsschutz define o movimento Reichsbürger como:
Grupos e indivíduos que, por diversos motivos e com diversas justificativas, incluindo [com referência ao] histórico Reich Alemão, padrões de argumentação de teorias da conspiração ou um direito natural autodefinido, rejeitam a existência da República Federal da Alemanha e seu sistema jurídico, negam a legitimidade dos representantes democraticamente eleitos ou até mesmo se definem inteiramente como estando fora do sistema jurídico e, portanto, estão preparados para cometer violações do sistema jurídico. :19–21
Os adeptos do Reichsbürger geralmente defendem a crença de que o Reich Alemão não foi sucedido pela República Federal da Alemanha sob o princípio da sucessão de Estados. Em vez disso, acreditam que o Reich continua a existir dentro de suas fronteiras pré-Segunda Guerra Mundial ou pré-Primeira Guerra Mundial, e que seu governo legítimo é representado por uma das organizações Reichsbürger, e não pelo governo atual da Alemanha.
O movimento Reichsbürger utilizou alguns dos conceitos e técnicas do One People's Public Trust, um movimento de cidadãos soberanos [en] americano operado pela ideóloga de pseudodireito Heather Ann Tucci-Jarraf.

### Revisionismo histórico

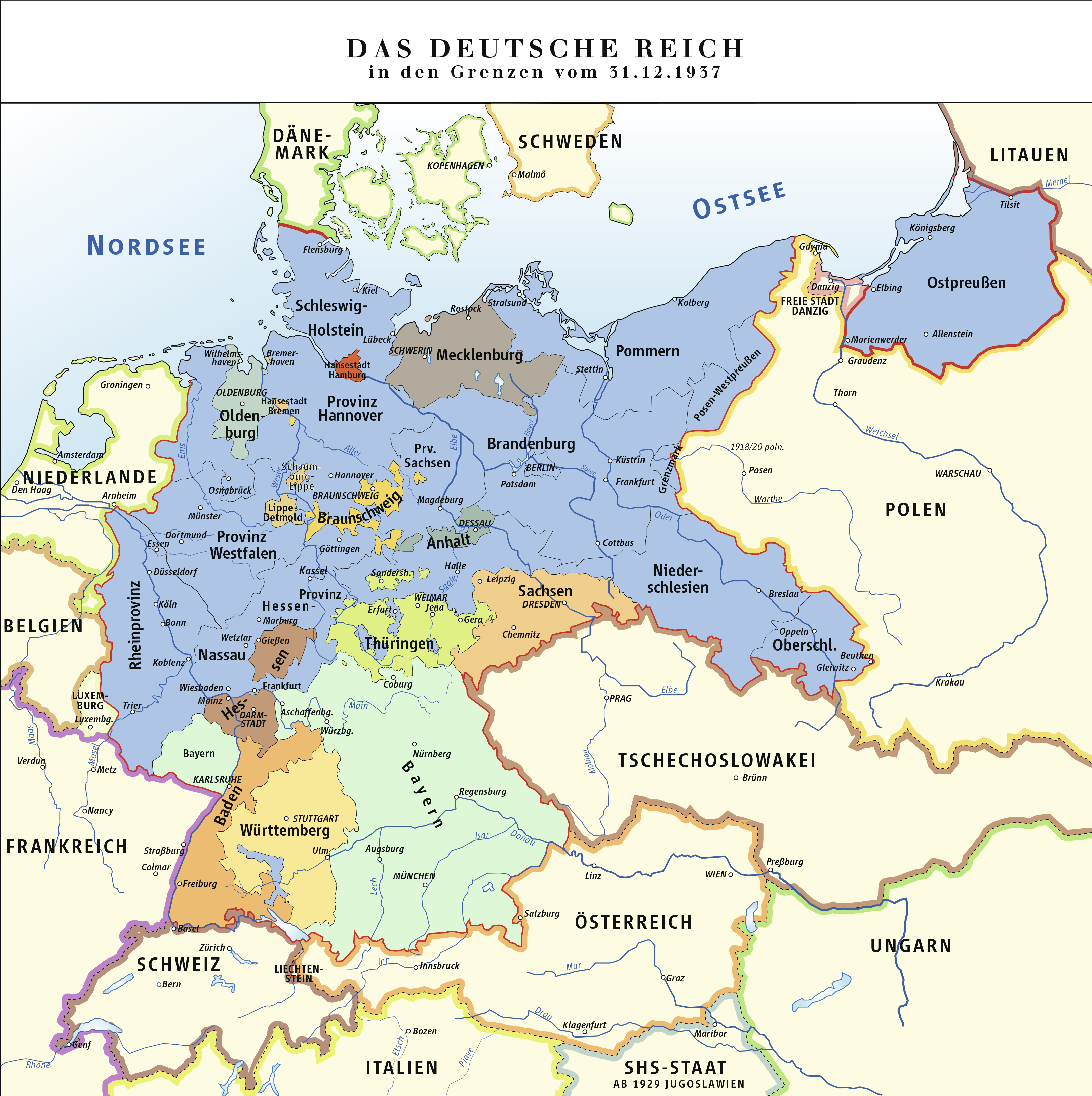
Alemanha em suas fronteiras internacionais em 31 de dezembro de 1937. A data em si é insignificante, mas foi usada para denotar a Alemanha antes do expansionismo de Hitler. As fronteiras também são mencionadas na constituição de 1949 da República Federal. Esta é também a Alemanha mencionada na declaração das potências aliadas, de que elas são responsáveis por "toda a Alemanha". Em 1990, com a reunificação da Alemanha, o conceito tornou-se obsoleto

Os autointitulados Reichsbürger afirmam que a República Federal da Alemanha é ilegítima e que a Constituição de Weimar de 1919 (ou uma constituição anterior) continua em vigor. Os Reichsbürger utilizam uma variedade de argumentos. Um deles é uma leitura seletiva de uma decisão de 1973 do Tribunal Constitucional Federal referente ao tratado de 1972 entre a Alemanha Ocidental e a Alemanha Oriental.
Em 1949, a República Federal da Alemanha ("Alemanha Ocidental") e a República Democrática Alemã (RDA, "Alemanha Oriental") foram estabelecidas. A constituição da República Federal mencionava uma Alemanha e um povo alemão além da República Federal. Um exemplo é o artigo 23 (versão antiga):
Esta Lei Fundamental será inicialmente aplicável nos territórios dos estados de Baden, Baviera, Bremen, Grande Berlim, Hamburgo, Hesse, Baixa Saxônia, Renânia do Norte-Vestfália, Renânia-Palatinado, Schleswig-Holstein, Württemberg-Baden e Württemberg-Hohenzollern. Nas outras partes da Alemanha, ela deverá ser promulgada após sua adesão.
Durante os primeiros vinte anos, a República Federal tentou isolar a RDA. Após esse objetivo parecer não ser mais viável, a República Federal da Alemanha entrou no Tratado Básico com a República Democrática Alemã para estabelecer relações diplomáticas e cooperação limitada entre os dois Estados alemães. A oposição democrata-cristã na República Federal rejeitou o tratado. O estado da Baviera chegou a apelar ao Tribunal Constitucional Federal, alegando que o Tratado Básico violava o objetivo constitucional da reunificação.
A decisão do Tribunal em 31 de julho de 1973 determinou que o Tratado Básico não viola a constituição, pois não torna impossível uma reunificação alemã. Em sua decisão, o Tribunal também declarou:
A Lei Fundamental — não é apenas uma tese da doutrina do direito internacional e da doutrina do direito constitucional! — supõe que o Império Alemão sobreviveu ao colapso de 1945 e não pereceu nem com a capitulação, nem pelo exercício do poder estatal estrangeiro na Alemanha pelas potências ocupantes aliadas ou posteriormente, (...), Isso também corresponde à jurisdição estabelecida pelo Tribunal Constitucional Federal, à qual o Senado adere. O Império Alemão continua a existir, (...), ainda possui capacidade jurídica, mas não é capaz de atuar como um Estado inteiro devido à falta de organização, em particular pela falta de órgãos institucionalizados. (...) Com a criação da República Federal da Alemanha, não foi fundado um novo Estado alemão ocidental, mas uma parte da Alemanha foi reorganizada. (...) Portanto, a República Federal da Alemanha não é o "sucessor legal" do Império Alemão, mas um Estado idêntico ao "Império Alemão", embora "parcialmente idêntico" quanto à sua extensão territorial, de modo que, nesse aspecto, a identidade não reivindica exclusividade. A República Federal, portanto, não abrange toda a Alemanha no que diz respeito ao seu povo constitutivo e ao seu território constitutivo, independentemente do fato de reconhecer um povo constitutivo uniforme do sujeito de direito internacional "Alemanha" (Império Alemão), ao qual sua própria população pertence como parte inseparável, e um território constitutivo uniforme "Alemanha" (Império Alemão), ao qual seu próprio território pertence como igualmente parte inseparável. Em termos de direito constitucional, restringe seu poder soberano à "área de aplicação da Lei Fundamental", (...), mas também se sente responsável por toda a Alemanha (cf. Preâmbulo da Lei Fundamental).
Os Reichsbürger geralmente citam apenas a parte de que o Império Alemão sobreviveu ao colapso. Eles permanecem em silêncio sobre a afirmação do Tribunal de que a República Federal é idêntica a ele. Portanto, muitos membros do movimento Reichsbürger normalmente concluem que o Império Alemão ainda "existe" e que a República Federal da Alemanha não é um Estado soberano real, mas uma corporação criada pelas potências aliadas após a Segunda Guerra Mundial.
Consequentemente, muitos grupos Reichsbürger afirmam que restauraram os órgãos governamentais do Império Alemão e agora agem como o governo oficial da Alemanha (do Império Alemão). Na prática, um grupo Reichsbürger realizou uma reunião que elegeu os ocupantes dos cargos do Reich (por exemplo, chanceler do Reich, presidente do Reich). Como existem vários desses grupos, há várias pessoas na Alemanha que reivindicam esses cargos.
Alguns grupos Reichsbürger mantêm um ponto de vista diferente. Segundo eles, a constituição de Weimar não era legítima e, portanto, a constituição imperial mais antiga de 1871 ainda está em vigor. Essas pessoas afirmam ser o Kaiser (imperador), líder da Prússia, etc.
Ainda outros grupos criaram, em seu ponto de vista, Estados soberanos alemães sem precedentes históricos, como, por exemplo, um Reino da Alemanha ou uma entidade regional.  Outros grupos não operam sob a denominação de um 'Estado restaurado' ou novo Estado alemão, mas se chamam simplesmente Selbstverwalter (lit.  "quem governa a si mesmo"). Eles rejeitam a República Federal e afirmam que sua casa é uma entidade soberana.

### Antissemitismo
De acordo com o Gabinete Federal para a Proteção da Constituição, alguns dos grupos e indivíduos Reichsbürger têm visões antissemitas. Um exemplo é a organização Geeinte deutsche Völker und Stämme, que foi proibida em março de 2020. Ela promove a ideia de que judeus e muçulmanos não têm direitos humanos nem direito à propriedade.
Um manual da Amadeu Antonio Stiftung afirma que a maioria das visões da Reichsideologie têm um núcleo antissemita. Normalmente, os Reichsbürger utilizam códigos antissemitas, como "aqueles da Costa Leste" ou "dos Rothschilds". As teorias da conspiração antissemita são atraentes para as pessoas no movimento Reichsbürger porque eles fornecem uma explicação simples do mundo ao dividir a humanidade em amigos e inimigos. Um grupo de inimigos do povo é responsabilizado pelas guerras e pela pobreza.

## Membros
Em abril de 2018, o serviço de inteligência doméstica da Alemanha, o Gabinete Federal para a Proteção da Constituição (BfV), estimou que a adesão ao movimento Reichsbürger havia crescido 80% nos dois anos anteriores, mais do que o estimado anteriormente, com um total de 18 000 adeptos, dos quais 950 foram classificados como extremistas de direita. Isso representou um aumento em relação à estimativa de 10 000 adeptos do BfV em 2016 e à estimativa de 12 600 adeptos em 2017. O aumento no número de adeptos pode ser atribuído ao fato de mais membros terem se tornado conhecidos pelas autoridades, e não a um aumento real no número de adeptos. A heterogeneidade do movimento e sua divisão em muitos pequenos grupos, que muitas vezes são independentes uns dos outros, tornam difícil estimar o número de Reichsbürger ativos.
Os adeptos dos Reichsbürger estão espalhados pela Alemanha, mas concentrados nas partes sul e leste do país, nos estados de Brandemburgo, Meclemburgo-Pomerânia Ocidental e Baviera. O BfV estimou que há 3 500 adeptos na Baviera e cerca de 2 500 em Baden-Württemberg.
Os adeptos dos Reichsbürger tendem a ser mais velhos, com a maioria tendo entre 40 e 60 anos e uma idade média superior a 50 anos. A maioria é do sexo masculino e socialmente desfavorecida. A Fundação Amadeu Antonio, que monitora as atividades de extrema-direita na Alemanha, afirma que os adeptos dos Reichsbürger são "frequentemente isolados" e "completamente desligados da realidade". O oficial de contraextremismo alemão, Heiko Homburg, afirma que o movimento Reichsbürger é uma fusão de extremistas de direita, esotéricos e cidadãos soberanos, e que o movimento atrai teóricos da conspiração, pessoas economicamente em dificuldades e "indivíduos um pouco mentalmente pertubados".

## Atividades

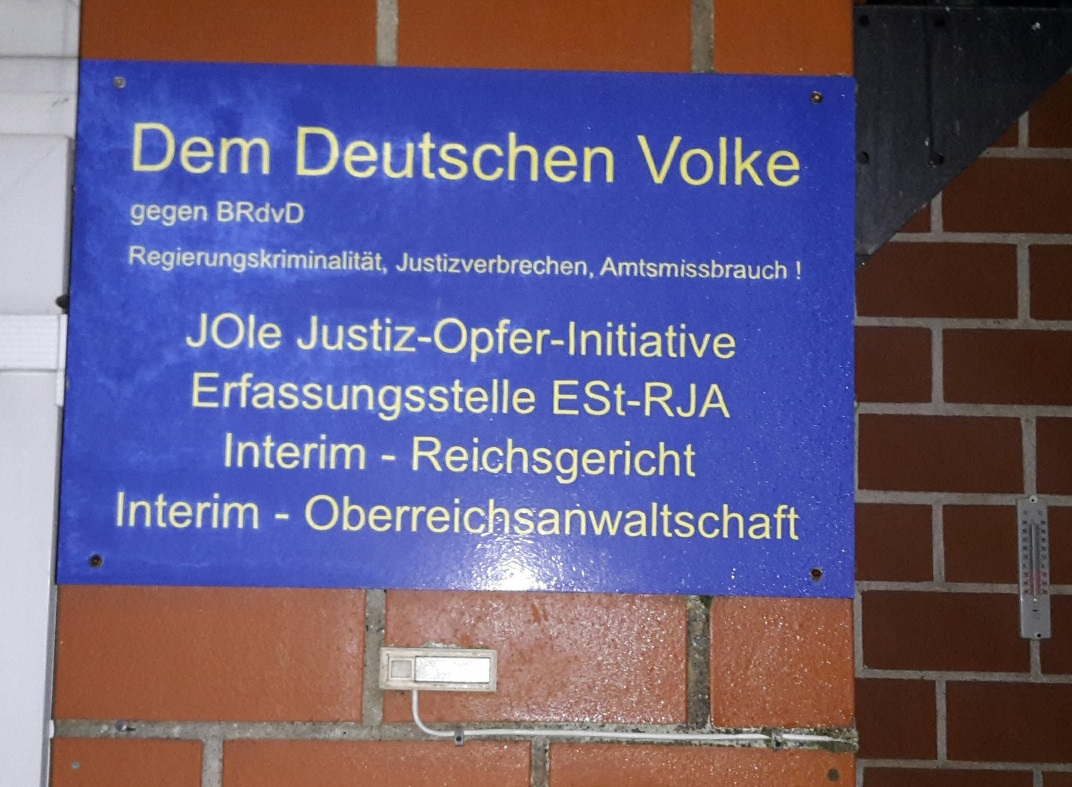
Placa na entrada da casa de um apoiador do movimento Reichsbürger

Até 2009, não havia uma contagem confiável do número de KRRs existentes na época, mas o KRR FAQ, um registro online mantido por um jurista alemão, lista cerca de 60 pessoas ou organizações associadas à operação de KRRs concorrentes. Vários (embora não todos) KRRs têm ligações a grupos extremistas de direita ou neonazistas. O Gabinete Federal para a Proteção da Constituição, a agência federal de segurança interna da Alemanha, monitora os Reichsbürger desde novembro de 2016, e os serviços de segurança de cada estado monitoram as atividades do grupo há mais tempo.
Alguns KRRs estão dispostos a emitir, mediante o pagamento de uma taxa, os chamados documentos oficiais, como licenças de construção e carteiras de motorista, que seus adeptos podem tentar usar no cotidiano. Em um caso, o KRR de Wolfgang Ebel emitiu uma "licença de escavação" para o Principado de Sealand (uma micronação), que então mandou homens escavarem um terreno na região de Harz em busca da Câmara de Âmbar por duas semanas, até que o proprietário do terreno contratou um serviço de segurança privada para expulsá-los. Da mesma forma, em 2002, o KRR de Ebel afirmou que tinha vendido a Neue Hakeburg, uma mansão em Kleinmachnow, ao sul dos limites da cidade de Berlim que pertencia ao Reichspost alemão (e, portanto, de acordo com Ebel, ao seu KRR), a um dos dois governos concorrentes de Sealand, criando assim, na visão deles, um enclave de Sealand na Alemanha.

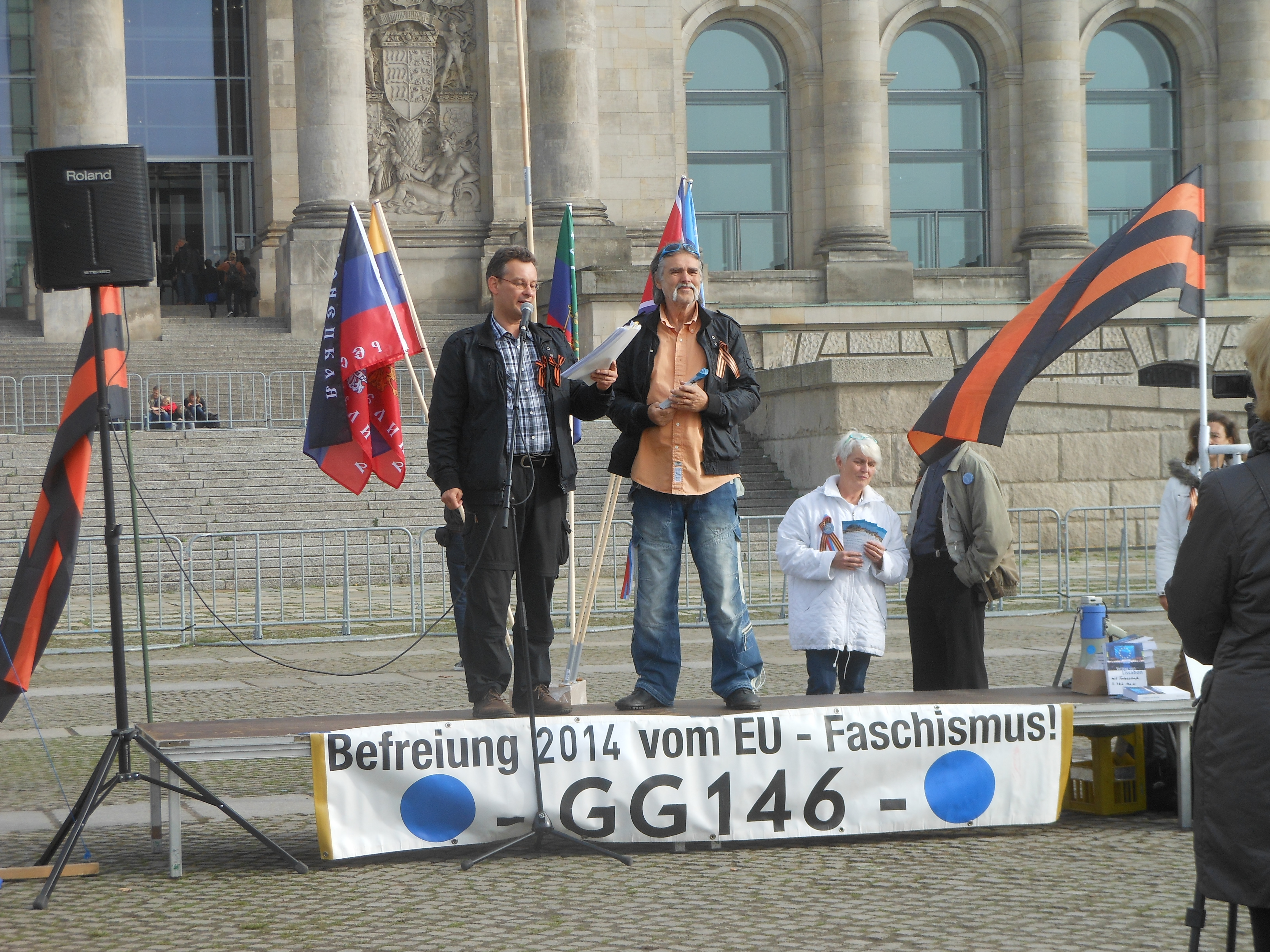
Manifestação em 2014 em Berlim

Os adeptos do KRR também, em algumas ocasiões, se recusaram a pagar impostos ou multas, argumentando que as leis que preveem tais sanções não têm base constitucional. Nos processos judiciais subsequentes, eles se recusam a reconhecer os tribunais como legítimos. Alguns também realizam suas atividades no exterior. Em 2009, depois que as autoridades suíças se recusaram a reconhecer a chamada Carteira de Motorista do Reich de um adepto alemão do KRR, ele recorreu, sem sucesso, ao Supremo Tribunal Federal da Suíça.
A organização original de Wolfgang Ebel, em particular, continua a tentar impor a sua autoridade declarada através de tentativas de intimidação. Segundo Ebel, seu governo emitiu mais de 1 000 mandados de prisão contra pessoas que desconsideraram documentos emitidos pelo KRR. Esses mandados informam ao destinatário que, uma vez que o Governo do Reich esteja no poder, ele será julgado por alta traição, cuja pena é a morte. Ebel também admitiu possuir um helicóptero do governo pintado com as cores nacionais, mas negou usá-lo para sobrevoos intimidatórios. Várias tentativas de processar Ebel por ameaças, usurpação de função pública e outros crimes falharam porque, segundo os promotores alemães, todos os tribunais o consideraram legalmente insano.

## Violência por ativistas doReichsbürger

Bandeira do Império Alemão hasteada por Adrian Ursache durante o incidente de 2016

Em 2016, Adrian Ursache, autoproclamado Reichsbürger e vencedor do concurso de beleza Mister Alemanha de 1998, resistiu violentamente à sua expulsão de casa em Reuden. Quando a polícia alemã chegou ao local, encontrou um grupo de cerca de 120 pessoas que estavam hospedadas na propriedade de Ursache e de seus sogros. Ursache considerava sua propriedade parte do autoproclamado Estado de Ur e hasteava a bandeira do antigo Reich Alemão acima de sua casa.  Após uma primeira tentativa de despejo fracassar, a polícia alemã retornou com uma equipe de resposta especial no dia seguinte. Quando a desocupação começou, Ursache abriu fogo e feriu dois policiais. Ursache foi baleado e levado às pressas para um hospital. Em 2019, Ursache foi condenado por tentativa de homicídio e sentenciado a 7 anos de prisão.
Também em 2016, em Georgensgmünd, perto de Nurembergue, um autoproclamado Reichsbürger disparou contra uma unidade de resposta especial da Polícia da Baviera quando tentaram confiscar suas 31 armas de fogo. Três policiais ficaram feridos. Um deles morreu posteriormente devido aos ferimentos. A apreensão das armas ocorreu após a revogação da licença de porte de arma do assassino e da sua repetida recusa em cooperar com as autoridades locais. Autoridades alemãs expressaram preocupação com a escalada da violência. O evento atraiu a atenção internacional. Ministros da Baviera pediram uma maior vigilância do movimento extremista de direita. Em 23 de outubro de 2017, Wolfgang P. foi condenado à prisão perpétua.
Em Höxter, na Renânia do Norte-Vestfália, em 2014, um grupo Reichsbürger (o Estado Livre da Prússia) tentou contrabandear armas para a Alemanha na tentativa de criar sua própria milícia. Buscas policiais encontraram grandes estoques de armas e munições acumulados por seguidores do movimento Reichsbürger. Em 2018, a revista alemã Focus relatou que os seguidores do movimento haviam tentado construir uma milícia armada em preparação para o Dia X — “um dia imaginado de acerto de contas ou revolta contra o governo alemão”.
Em abril de 2022, quatro membros de um grupo Reichsbürger chamado Patriotas Unidos (em alemão: Vereinte Patrioten) foram detidos por conspirar para derrubar o governo. Eles planejavam destruir subestações elétricas e linhas de energia por meio de ataques a bomba, causando uma queda de energia em todo o país para criar condições “semelhantes a uma guerra civil”. Dois membros também são acusados de conspirar para sequestrar o ministro da saúde alemão, Karl Lauterbach. Diz-se que Lauterbach estava ciente dos planos.

## União Patriótica
A União Patriótica (Patriotische Union) ou O Conselho (Der Rat) é o nome de um grupo extremista de direita Reichsbürger na Alemanha. Seu objetivo é estabelecer um novo governo na Alemanha, na tradição do Império Alemão de 1871. O grupo queria provocar caos e uma guerra civil na Alemanha para, assim, assumir o poder na República Federal da Alemanha. Entre outras coisas, o Bundestag alemão deveria ser tomado à força, levando em consideração que haveria mortes no processo.

### Objetivos
O grupo queria estabelecer um novo governo (Conselho). Desde novembro de 2021, o grupo vinha planejando um ataque armado ao Bundestag, bem como prisões públicas de políticos para causar agitação pública. A União Patriótica assumia que partes das autoridades de segurança alemãs demonstrariam solidariedade com o grupo terrorista, o que levaria a um golpe de Estado e permitiria que o grupo assumisse o poder.

### Membros
Heinrich Reuss, um aristocrata alemão, é acusado de ter liderado o grupo e de ser o planejado chefe de Estado do movimento.
O grupo, que era composto por mais de cem pessoas, foi dividido em áreas de responsabilidade. O Ministério Público Federal da Alemanha tinha 52 suspeitos e prendeu 25 deles.
O grupo também incluía vários ex-membros do Comando das Forças Especiais (KSK), incluindo um ex-sargento do Batalhão de Paraquedistas da Bundeswehr, Rüdiger von P. A GSG9 fez uma busca em uma instalação do KSK no Quartel Graf Zeppelin, perto de Calw. Rüdiger von P lideraria o braço militar do grupo. O Ministério Público Federal descreve von P., ao lado de Heinrich Reuss, como “líderes de facção”. Von P. teria tentado recrutar policiais e soldados.
Uma advogada e juíza do estado de Berlim, Birgit Malsack-Winkemann, foi designada como futura ministra da Justiça. Malsack-Winkemann foi membro do Bundestag alemão de 2017 a 2021 pela AfD e foi presa em 7 de dezembro de 2022. O grupo incluía pelo menos outro político da AfD, um Stadtrat da AfD de Olbernhau, nos Montes Metalíferos.
Outros membros eram médicos e pelo menos um era empresário.

### Investigações e prisões de 2022
As autoridades policiais alemãs estão investigando o grupo desde março de 2022. O grupo também é composto por partes do movimento radicalizado Querdenker da Alemanha, um grupo heterogêneo de manifestantes e negacionistas da COVID-19. Reuss foi o ponto de partida para as investigações, que acabaram sendo conduzidas pela Polícia Criminal Federal (BKA) sob o nome de Shadow. Além disso, vários escritórios estaduais de investigação criminal e escritórios estaduais para a proteção da constituição foram envolvidos.
Mais de 3 000 policiais, incluindo agentes da unidade GSG 9, revistaram mais de 130 locais (incluindo residências, escritórios e depósitos) em toda a Alemanha, uma das maiores incursões antiextremistas da história do país. Buscas em áreas na Áustria e na Itália ocorreram simultaneamente. Durante as operações, coordenadas pela Polícia Federal, 25 pessoas foram presas de um total de 52 suspeitos de conspiração golpista de extrema-direita associados ao movimento Reichsbürger. Entre os implicados no plano suspeito estavam militares ativos e policiais. Os promotores afirmaram que os detidos planejavam um golpe armado contra o governo alemão e a constituição democrática. O grupo União Patriótica havia armazenado telefones por satélite Iridium, dispositivos caros que podiam funcionar mesmo se a rede elétrica estivesse inoperante. A Procuradoria-Geral da República afirmou: “Os suspeitos detidos pertencem a uma organização terrorista que foi fundada no final de novembro de 2021 e que tem como objetivo derrubar a ordem estatal existente na Alemanha e substituí-la por sua própria forma de Estado, cujos contornos já foram elaborados.”
Entre os presos estava o aristocrata Heinrich Reuss (que se autodenomina Heinrich XIII, Príncipe Reuss de Greiz), um descendente de 71 anos da Casa de Reuß, que possui uma propriedade na Turíngia onde o grupo se reuniu. Também foram presos vários de seus seguidores e um ex-comandante paraquedista de 69 anos da Bundeswehr identificado como Rüdiger von P. Também foi presa Birgit Malsack-Winkemann, ex-membro da Alternativa para a Alemanha (AfD) no Bundestag e atual juíza.

## Ligações da polícia com o movimentoReichsbürger
Em 2016, houve novos apelos para medidas mais sérias contra o movimento, incluindo a revogação de licenças de porte de armas e a apreensão das suas armas,  após ações disciplinares contra policiais supostamente ligados ao movimento.. Em 27 de outubro de 2016, um policial da Baviera foi suspenso de suas funções devido a suas conexões com um dos movimentos Reichsbürger. Também houve alegações semelhantes contra outros policiais em diferentes estados da Alemanha.

## Lista de gruposReichsbürger
Segue uma lista não exaustiva de KRRs que receberam cobertura da mídia.
- Fürstentum Germania – Anteriormente sediado no Palácio Krampfer, foi estabelecido em 2009 e afirma ter 300 adeptos.[52]
- Interim Partei – Das Reicht[27]
- Zentralrat Souveräner Bürger – Sua sede é uma pousada em Schwanstetten.[53]
- Ur – Com sede em Elsteraue. Seu líder, Adrian Ursache, foi ferido em um tiroteio com a polícia em 2016.[53]
- NeuDeutschland – Com sede em Vitemberga. Fundado em 2012, afirma ter 3 500 membros. Liderado pelo autoproclamado Rei da Alemanha, Peter Fitzek.[54]
- União Patriótica (Patriotische Union) – Grupo de extrema-direita que tentou um golpe de Estado em 2022.[55][56]
- Freistaat Preußen – Movimento irredentista que apoia a anexação de Kaliningrado da Rússia. Com sede em Königsfeld, Renânia-Palatinado, e Bona.[57]